# جون دي فريس
جون دي فريس (بالإنجليزية: John de Vries)‏ هو مهندس أسترالي، ولد في 3 أبريل 1966.